# Anton Dončev
Anton Nikolov Dončev (bulharsky Антон Николов Дончев) (14. září 1930 Burgas – 20. října 2022 Sofie) byl bulharský spisovatel, autor historických próz. 

## Život
Pocházel z rodiny poštovních úředníků, která často měnila působiště. Dončev vzpomínal, že neustálé stěhování a také jeho silná krátkozrakost mu bránily sblížit se s vrstevníky, proto utíkal do světa fantazie a již ve dvanácti letech napsal svůj první literární pokus. Vystudoval práva na Sofijské univerzitě, ale před kariérou soudce dal přednost umělecké činnosti. Byl úředníkem ministerstva kultury, redaktorem agentury Sofija-press a spisovatelem ve svobodném povolání. V roce 1961 se mu podařilo vydat první knihu Сказание за времето на Самуила (Samuilovo svědectví), odehrávající se v době byzantsko-bulharských válek. Napsal scénáře k filmům Калоян (1963) o caru Kalojanovi a Глутницата (1972) o povstání Gerasima Todorova. 
Nejúspěšnějším Dončevovým dílem je román Време разделно (Čas loučení). Jeho děj se odehrává v sedmnáctém století v Rodopech a líčí násilnou islamizaci místních obyvatel jednotkami osmanských janičárů. Kniha byla přeložena do více než třicet jazyků a Irving Stone ji navrhl na americkou cenu pro nejlepší historický román. V češtině vyšla v roce 1974 v nakladatelství Odeon pod názvem Přelom, přeložila ji Hana Reinerová. V roce 1987 ji zfilmoval Ljudmil Stajkov pod názvem Čas násilí, hlavní roli hrál Josif Surčadžijev. Film zaznamenal velký divácký ohlas a v roce 2015 vyhrál anketu Lakýrky bulharské kinematografie o nejlepší domácí film všech dob. Čas násilí se promítal v době tzv. obrodného procesu, kdy Todor Živkov nutil Turkům bulharská jména a potlačoval veřejné používání turečtiny. Tvůrci filmu byli proto po změně režimu obviněni z účelového výkladu historie, který měl posloužit vládnoucí ideologii a ospravedlnit represe vůči turecké menšině.
V roce 1989 se Anton Dončev stal členem výboru Съзидание, který podpořil reformní křídlo Bulharské komunistické strany. V roce 1999 získal literární cenu Balkanika a v roce 2001 mu byl udělen Řád Stará planina. V roce 2003 se stal členem Bulharské akademie věd.